# 60 (število)
60 (šéstdeset) je naravno število, za katero velja velja 60 = 59 + 1 = 61 - 1.

## V matematiki
- četrto sedemkotniško piramidno število {\displaystyle 60=4(4+1)(5\cdot 4-2)/6\,\!}.
- osmo zelo sestavljeno število.
- Harshadovo število.
- Zumkellerjevo število.
- 60 = 29 + 31 = 11+ 13 + 17 + 19.
- v normalnem prostoru je vsak notranji kot v enakostraničnem trikotniku enak 60°.
- število različnih enostranskih heksomin.

## V znanosti
- vrstno število 60 ima neodim (Nd).

## Drugo
- ura ima 60 minut, minuta pa 60 sekund.

### Leta
- 460 pr. n. št., 360 pr. n. št., 260 pr. n. št., 160 pr. n. št., 60 pr. n. št.
- 60, 160, 260, 360, 460, 560, 660, 760, 860, 960, 1060, 1160, 1260, 1360, 1460, 1560, 1660, 1760, 1860, 1960, 2060, 2160